# 瘧蚊
瘧蚊屬通稱瘧蚊，又稱按蚊，是蚊科下的一屬，成蟲的特徵是翅膀大多數有斑，停留時身體與停留面保持一角度。
目前研究显示约有500多种按蚊，但约只有30多种是瘧原蟲屬生物的寄主，會傳播瘧疾給人類。甘比亞瘧蚊（Anopheles gambiae）是其中最著名的一種，因為它是最危險的瘧原蟲惡性瘧原蟲（Plasmodium falciparum）的宿主。國際自然保護聯盟物種存續委員會的入侵物種專家小組（ISSG）列為世界百大外來入侵種。
而有一部分的瘧蚊也是犬心絲蟲症的病原體，犬心絲蟲（Dirofilaria immitis）的宿主。其他還包括絲蟲科的寄生蟲，例如：班氏絲狀蟲（Wuchereria bancrofti）及馬來絲蟲（Brugia malayi）等。蚊科的其他種類，例如斑蚊，也是多種寄生蟲的宿主。

## 生活史
就像所有的蚊一樣，瘧蚊是完全變態，必須經過四個階段：卵、幼蟲（孑孓）、蛹及成蟲，才能夠完成發育。前三個時期居住在水中，為時大約5－14天（隨種類而有所不同，溫度也有影響）。瘧蚊的成蟲為多種寄生蟲的宿主，且會經由攝食（吸血）的過程將寄生蟲傳播出去。雌成蟲最長可以活一個月左右（在實驗室飼養可能更長），但在自然情況下大多只活1－2個星期。

### 卵
雌成蟲每次約產下50－200個卵。瘧蚊的卵為船形，有浮囊，一個個獨立浮在水面上。平面向上，凸面向下。卵完全不能適應乾燥環境，故在乾燥情況下約2－3日就會提早孵化（通常孵化須2－3週）。

### 孑孓
瘧蚊幼蟲的身體可分為具有口刷以攝食的發達頭部、大型的胸部及分節的腹部三部分，不具有附肢。與其他的蚊類不同，瘧蚊幼蟲缺乏呼吸管，因此身體須平行貼於水表。
瘧蚊幼蟲透過位於第八腹節上的氣孔呼吸，因此必須不時浮至水面。幼蟲大多時以藻類、細菌和其他表層微生物為食，只有在受到干擾的時候才會潛入水中。孑孓既可整個身體急動來游泳，又可用口中的刷狀物來推進。
幼蟲的發育經過四個階段（蛻期），之後便變態進入蛹期。在每一個蛻期的結尾，幼蟲會蛻皮，脫去外骨骼，以提供繼續生長的空間。
孑孓棲息地的範圍甚廣，但很多種類還是更喜歡清潔和未受污染的水。瘧蚊的孑孓會生活在淡水或鹹水的沼澤、紅樹林、稻田、長滿草的溝、小溪、河流及臨時的小儲水池。很多種類都比較喜歡有植物的棲息地。

## 傳播瘧疾與控制
了解瘧蚊的型態、發育與行為能幫助我們找出瘧疾是如何透過牠傳播的。這能幫助我們找出適合的方式來控制瘧蚊的數量。影響瘧蚊傳播瘧疾能力的因素包括牠對瘧原蟲的易感性(容易被感染的特性)、牠的壽命以及牠的攝食特性。如果要控制瘧蚊的繁殖，應該要考慮瘧蚊對殺蟲劑的抗藥性、攝食習慣以及成蚊的棲地。

## 分布
大多數分布在熱帶地區，最主要的分布區是撒哈拉沙漠以南的非洲地區。

## 分類
本屬已知約450種及亞種，分為6個亞屬，包括瘧蚊亞屬(Anopheles)及塞蚊亞屬(Cellia)等。以下只列出一部分的種類。
- 淡色按蚊 Anopheles albimanus
- 黑魨瘧蚊 Anopheles annularis
- 嗜人瘧蚊 Anopheles anthropophagus
- 粗鬚瘧蚊 Anopheles barbumbrosus
- 須喙瘧蚊 Anophelinae barbirostris
- 孟加拉瘧蚊 Anopheles bengalensis，或稱褐色瘧蚊
- 溪溝瘧蚊 Anopheles fluviatilis
- 甘比亞瘧蚊 Anopheles gambiae
- 巨大瘧蚊 Anopheles gigas baileyi
- 鹹水瘧蚊 Anopheles indefinitus
- 灰色瘧蚊 Anopheles insulaeflorum，或稱花島瘧蚊
- 傑普爾按蚊 Anopheles jeyporiensis[8]
  - 月潭瘧蚊 Anopheles jeyporiensis candidiensis
- 寇氏瘧蚊 Anopheles kochi
- 朝鮮瘧蚊 Anopheles koreicus
- 貴陽瘧蚊 Anopheles kweiyangensis
- 林氏瘧蚊 Anopheles lindesayi
- 深山瘧蚊 Anopheles lindesayi pleccau
- 河床瘧蚊 Anopheles ludlowae
- 斑腳瘧蚊 Anopheles maculata
- 密拉斯瘧蚊 Anopheles melas
- 微小瘧蚊 Anopheles minimus：又名微小按蚊[8]、矮小瘧蚊。
- 带足按蚊 Anopheles peditaeniatu
- 中華瘧蚊 Anopheles sinensis
- 類中華瘧蚊 Anopheles sineroides
- 華麗瘧蚊 Anopheles splendidus
- 史帝芬塞瘧蚊 Anopheles stephensi
- 黃尾瘧蚊 Anopheles takasagoensis
- 多斑瘧蚊 Anopheles tessellatus
- 瓦容瘧蚊 Anopheles varuna
- 八代瘧蚊 Anopheles yatsushiroensis

## 外部連結
- 寄生蟲學-protozoa(原蟲)-Plasmodium(瘧原蟲屬) （页面存档备份，存于）
- 寄生蟲學-Nematoda(線蟲)-Dirofilaria immitis(犬心絲蟲) （页面存档备份，存于）
- Anopheles Database